# フジグラン高陽
フジグラン高陽（ふじぐらんこうよう）は、広島県広島市安佐北区にあるショッピングセンターである。株式会社フジ・リテイリングが運営するコミュニティ型ショッピングセンター (CSC) 「フジグラン」の一つ。

## 概要
1981年（昭和56年）9月19日に、広島市安佐北区高陽地区（旧高陽町）の丘陵地を切り開いて造成された大規模住宅団地（ニュータウン）である高陽ニュータウンの一角、高陽A団地内のほぼ中央（真亀地区と亀崎地区にまたがるエリア、店舗自体は亀崎地区側）に、同団地における地区センターの中核商業施設『フジショッピングスクエア高陽店』として開店した。高陽店の廻りには、銀行（広島銀行高陽支店・もみじ銀行高陽ニュータウン支店）・郵便局（高陽郵便局）も整備された。
愛媛県松山市に本社を置くフジとしては広島県初の店舗であるが、フジの親会社であった十和株式会社は元々広島で卸売業を営む企業であり、当時の新聞報道は『広島逆上陸』と報道され、翌年開業する予定だった『フジショッピングスクエア広島店（現・フジグラン広島）』と合わせて、店舗面積ベースでイズミに次ぐ第2勢力誕生と報じられた。
1992年（平成4年）10月31日に、前月に店名変更した『フジグラン広島』に次いで、現在の『フジグラン高陽』に名称変更した。
現在の商業施設面積は19,144m2。
余談だが、2024年3月1日にマックスバリュ西日本とフジが合併したことにより、高陽ニュータウン南隣の口田地区にあるマックスバリュ高陽店の運営をフジが引き継いでいる。

## 歴史
1979年（昭和54年）7月9日、高陽ニュータウンを手がける広島県住宅供給公社（以降「公社」と記す。）は、同団地のショッピングセンターの核テナントをフジ・リテイリングにすると内定した。公社はこの店舗をニュータウンの中心商業施設に位置づけ、ニュータウン中心部に一部3階建ての店舗を建設し、フジに賃貸するとした。当初の予定では売場面積14,234m2の総合スーパーを1980年（昭和55年）10月にオープンする意向で、その内3,000m2を専門店として賃貸するとした。公社は専門店スペースについては、地元商店を優先するとした。
1979年（昭和54年）3月の時点で、高陽ニュータウンは約4,000戸の世帯数を擁する大規模団地であり、将来はさらに造成を行って約10,000戸の世帯数とすることを計画していた。
計画段階の1980年（昭和55年）1月24日の報道で、ニュータウン住民間で『競争相手のない大型スーパーの出店は物価高につながる』として、複数の店舗の出店を求める声が広がった。当時、フジ・リテイリング・イズミ・みどりが店舗を計画していた。その事で、調整期間後も結論が出ず、それらの3店で売場面積の調整となった。
1980年（昭和55年）8月29日の『大規模小売店審議会 中国地方第二部会』で、申請面積14,000m2、『高陽町商工会 商業活動調整協議会』で定めた9,000m2に対し、7,500m2で認められ、出店が認められることになった。1980年（昭和55年）10月には、同年11月下旬からの建設開始と1981年（昭和56年）夏の開店の見通しが立った。
1981年（昭和56年）5月14日には、フジ社内の機構改革を実施。『開発部』を『第一開発部』・『第二開発部』に分割。『第二開発部』が中国地方を担当することになった。さらに『第三事業部』も設置して、高陽店のテナントを担当することになった。同時に『広島開設準備室』を廃止したことで、フジの広島進出は本格化していった。
1981年（昭和56年）9月1日付の中国新聞報道で、誕生時点で広島市内6番目の店舗面積を持ち、40店のファッション関係のテナントが入店。コミュニティーゾーンとして店舗の中央部に約300m2の当時としては広いパブリックスペースを設置。2階部分にはカラーマットを敷き詰めた約100m2の『ちびっ子ひろば』を設置した
また1981年（昭和56年）9月12日付の中国新聞報道で、フジ出店による同業間での競争激化が報じられ、共に広島駅周辺の問屋をルーツに持つイズミ（山西商店・中国一位）とフジ・リテイリング（十和・四国一位）のライバル競争と報道された。これまで、地元商店の影響を考慮し広島出店を控えていた十和らしく、高陽店の店舗構造を入口周辺に専門店を置き、直営部分は奥の方に設置。また、専門店の賃料も赤字にならない範囲で安価にし、これまでの地元商店に最大限の配慮を行った。
1981年（昭和56年）9月19日に『フジショッピングスクエア高陽店』は開店。約4万人の客が来店した。
2019年6月に店舗塔屋・サイン・立看板等を新ロゴに刷新した。

## 年表
- 1979年（昭和54年）7月9日 - 『高陽ニュータウン』のショッピングセンターの核テナントにフジが内定
- 1980年（昭和55年）8月29日 - 『大規模小売店審議会 中国地方第二部会』で、店舗面積7,500m2で出店が認められる
- 1980年（昭和55年）10月 - 同年11月下旬からの店舗建設と、翌年夏の開業の見通しが立つ
- 1981年（昭和56年）5月14日 - フジ内の社内改革。広島出店の準備を整える
- 1981年（昭和56年）9月19日 - 『フジショッピングスクエア高陽店』として開業する
- 1992年（平成4年）10月31日 - 『フジグラン高陽』に改称する

## 売上高
フジから発表されている『平成20年2月期』から『平成22年2月期』の売上データである。『平成23年2月期』以降（2011年（平成23年）4月発表分）は店舗別のデータは公表されていない。なお、売上額の単位は百万円である。
| 期            | 売上額 | フジ全体での 売上順位 | 広島県内での売上順位                     | 前年比 | 出典                               |
| ------------- | ------ | --------------------- | ---------------------------------------- | ------ | ---------------------------------- |
| 平成20年2月期 | 8,469  | 9位                   | 5位 （広島・神辺・緑井・東広島に次いで） | 96.2%  | 平成20年2月期 決算・参考資料 (PDF) |
| 平成21年2月期 | 8,191  | 10位                  | 5位 （神辺・広島・緑井・東広島に次いで） | 86.8%  | 平成21年2月期 決算・参考資料 (PDF) |
| 平成22年2月期 | 7,406  | 10位                  | 5位 （神辺・東広島・緑井・広島に次いで） | 非公表 | 平成22年2月期 決算・参考資料 (PDF) |

## 周辺
- 高陽郵便局
- 寺迫公園

### バス停
フジグラン高陽の東側に「地区センター」バス停、北側に「郵便局前」バス停、西側へ少し離れて「寺迫公園」バス停がある。「地区センター」バス停には以下の路線バスが停車する。
矢口方面
- 30,32,33,35 雲芸南線（矢口方面 JRバス中国）：矢口・不動院・広島バスセンター・広島駅方面
- 30,32,33,35 深川線（矢口方面 広島交通）：矢口・不動院・広島バスセンター・広島駅方面
  - 郵便局前・諸木経由
  - 下深川駅前・近隣センター経由（高陽A団地系統）
  - 近隣センター・玖村駅前・B団地経由（高陽B団地系統）

- 緑井・高陽・北部医療センター線（中緑井行き 広島交通）：新玖村橋・B団地・矢口駅前方面

玖村駅前方面
- 高陽・毘沙門台線（毘沙門台行き 広島交通）：玖村駅前・八木梅林・中緑井方面
- 井原線（新玖村橋行き 広交観光）：近隣センター・玖村駅前方面

安佐北区スポーツセンター前・可部方面
- 緑井・高陽・北部医療センター線（北部医療センター行き 広島交通）：安佐北区スポーツセンター前・可部高校入口・可部中央方面
- 井原線（北部医療センター行き 広交観光）：安佐北区スポーツセンター前・可部高校入口・可部中央方面

深川方面・可部方面
- 30,32 可部・深川線（可部方面 広島交通）：高陽車庫・中深川・下深川・可部駅前・可部中央・大林車庫方面/桐陽台方面
- 可部・高陽団地線（可部方面 広島交通）：下深川駅前・近隣センター・寺迫公園・C団地・高陽車庫・中深川・可部駅前・可部中央・桐陽台方面
- 高陽・毘沙門台線（高陽車庫行き 広島交通）：C団地・高陽車庫方面
- 30 深川線（深川台行き 広島交通）：高陽車庫・中深川・深川台方面
- 29号深川線（小河原車庫行き 広島バス）：中深川・小河原車庫方面
- 30,32 雲芸南線（中深川口方面 JRバス中国）：高陽車庫・中深川口・上深川駅前・研創前方面
- 井原線（上井原方面 広交観光）：高陽車庫・中深川・上深川駅前・志和口駅入口・上井原方面

## 補足
1. ↑  フジグラン高陽の開店時点ではフジは十和の完全子会社で（完全子会社で無くなるのはフジが上場した1987年（昭和62年））、フジと十和は1つの企業グループを形成し、十和の小売部門的性格が強かった。なお、現在は十和の法人格は持株会社のヨンドシーホールディングス（本社は東京都）が承継しており、フジはヨンドシーホールディングスの間接出資の関連会社（事業会社として分立した現在のアスティの関連会社）に当たる。
2. 1 2  『みどり』もフジ同様に第2勢力と呼ばれていた。当時は地元の独立系スーパーマーケットだった。1986年（昭和61年）12月12日にジャスコと業務・資本提携を行いイオングループ入り。その後も会社再編を繰り返した結果、現在はマックスバリュ西日本になっている
3. 1 2  イズミは高陽ニュータウン北隣の深川地区に「イズミ高陽店」として1982年10月に出店（申請面積15,400m2、『高陽町商工会 商業活動調整協議会』で定めた2,000m2に対し、4,500m2で出店するも1999年に閉店）、みどりは申請面積6,100m2、『高陽町商工会 商業活動調整協議会』で定めた2,000m2に対し、決定は保留、後に高陽ニュータウン南隣の口田地区に『みどり高陽店（現・マックスバリュ高陽店）』を出店している。

## 参照
1. 1 2  中国新聞 1981年9月12日 6ページ『スーパー競争激化へ 四国最大手のフジ 19日に高陽店オープン 来夏には"広島母店"も』
2. 1 2  中国新聞 1981年9月1日 6ページ『フジ 逆上陸の1号店オープン 19日に広島市高陽町 市内第6の規模』
3. ↑  中国新聞 1992年9月23日 7ページ『「フジグラン」に改名 フジ広島店』
4. ↑  全国都道府県別SC一覧 (PDF)
5. 1 2 3  中国新聞 1979年7月10日 6ページ『高陽ニュータウンのショッピングセンター 核テナントにフジ』
6. ↑  中国新聞 1980年1月24日 12ページ『競争相手の大型店は認めぬ スーパー進出めぐり消費者反発 「独占経営され損」調整期間後も結論出ず』
7. ↑  中国新聞 1980年8月30日 6ページ『フジ7500 イズミ4500平方メートル 大型店規模決まる 広島・高陽ニュータウン』
8. ↑  中国新聞 1980年10月24日 夕刊 1ページ『待望のショッピングセンター着工へ 来夏開店 街づくりの核に』
9. ↑  中国新聞 1981年5月15日 6ページ『広島進出で機構改革 スーパーの「フジ」』
10. ↑  中国新聞 1981年9月20日 20ページ『4万人のお客殺到 フジ高陽店オープン』
11. ↑  JRバス中国 路線バス
12. ↑  広島市内路線バスのご案内 広島交通
13. ↑  路線バス 井原線 広交観光
14. ↑  路線名から調べる 広島バス